# بروس ستانتون
بروس ستانتون هو سياسي كندي، ولد في 20 ديسمبر 1957 في أوريليا في كندا. حزبياً، نشط في حزب المحافظين الكندي. وقد انتخب عضو مجلس العموم الكندي عن دائرة Simcoe North (federal electoral district) ‏ وقد انضم خلال فترته النيابية ‏ للكتلة البرلمانية حزب المحافظين الكندي.